# Joseph-Marie de Foras

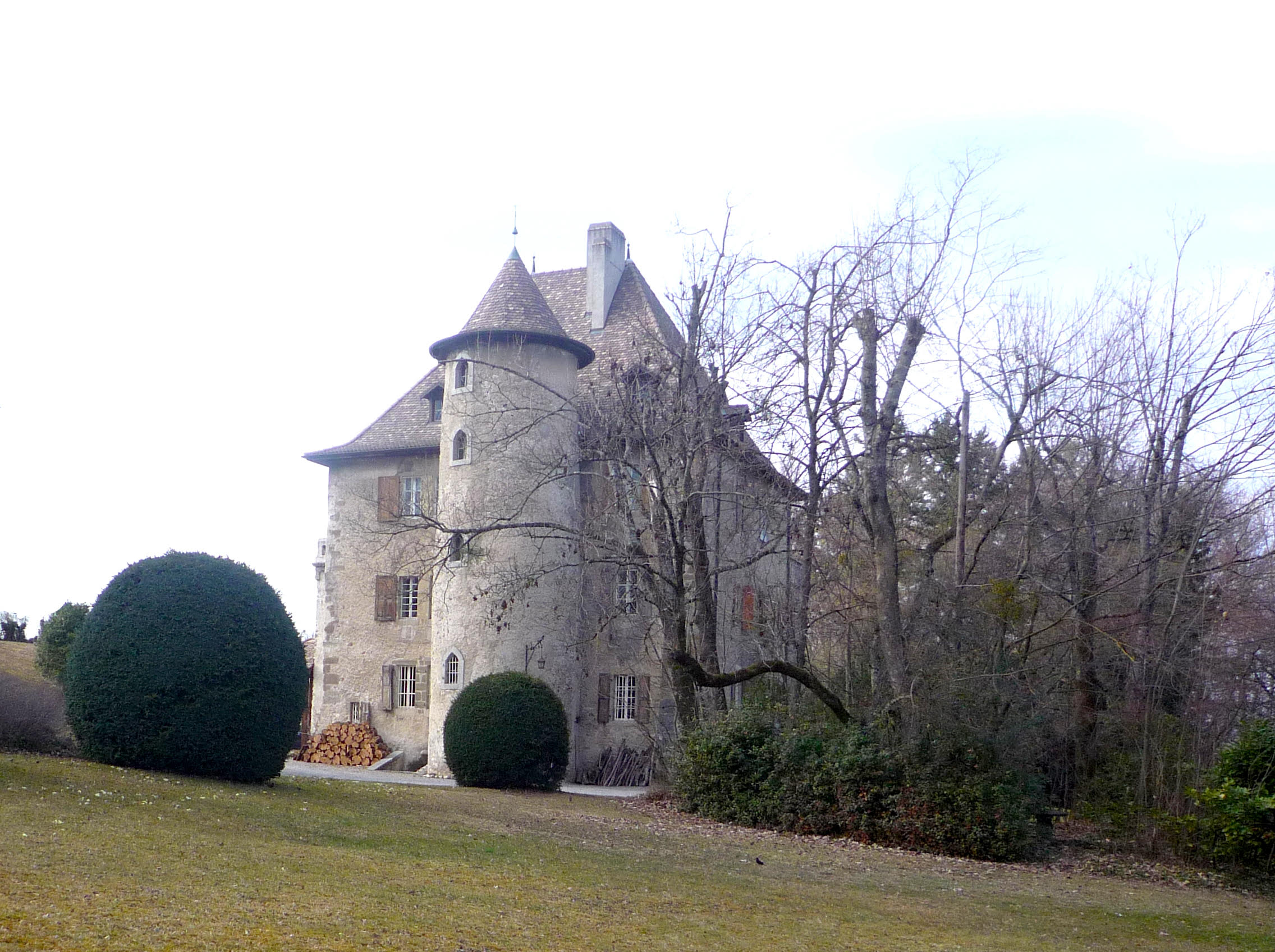
Le château.de.Thuyset à.Thonon-les-Bains.

Joseph-Marie de Foras (italianisé en Giuseppe de Foras), né le 7 décembre 1791 et mort le 24 octobre 1854 au château de Thuyset (Thonon), est un militaire sarde et homme politique savoyard.

## Famille
Joseph-Marie de Foras épouse, le 4 septembre 1823, Nicole-Élisabeth, fille de Jacques-Alexis Vichard de Saint-Réal (1746-1832) et de Anne de Maistre,. Ils ont six enfants, trois filles et trois garçons dont Amédée, qui fera carrière dans la politique et auteur de l’Armorial et nobiliaire de l'ancien duché de Savoie, ainsi que Charles-Félix qui poursuivra une carrière militaire,,.

## Décorations
Joseph-Marie de Foras a été fait :
- Chevalier de l'ordre des Saints-Maurice-et-Lazare